# John Bonello
John Bonello (10 de maig de 1958) és un exfutbolista maltès de la dècada de 1980.
Fou 29 cops internacional amb la selecció maltesa. Pel que fa a clubs, defensà els colors de Hibernians i del club alemany SC Herford.
Fou el porter de l'equip de Malta en el 12 a 1 davant Espanya l'any 1983.